# Sua Alteza
Sua Alteza (abreviado como S.A.) é um pronome de tratamento que pode referir-se à classificação de uma casa real (ou uma dinastia), como Alteza Real e Alteza Imperial, ou a outra forma de dignidade. No passado foi usado por reis e imperadores. É superior ao tratamento de Alteza Sereníssima.

## Uso na Europa
Em Portugal e na Espanha, é a forma pela qual o infante, filho do monarca que não é o herdeiro aparente da Coroa, é conhecido. É relevante observar que isso deve estar de acordo com a ordem de sucessão ao trono vigente, no caso da primogenitura. Na França, os que ostentavam esse tratamento eram os príncipes de sangue.
Foi utilizado também em repúblicas, como no caso do ditador Oliver Cromwell, quando este era Lord Protector da república da Commonwealth da Inglaterra, Escócia e Irlanda.

## Uso no Império do Brasil
No Brasil, foi utilizado pelos Príncipes do Brasil, que figuravam na linha sucessória abaixo do Príncipe Imperial do Brasil e de seu primogênito, o Príncipe do Grão-Pará.
O imperador D. Pedro I, por ter tido uma filha fora do casamento com a sua mais famosa amante, a Marquesa de Santos, concedeu à sua filha que nascera com o nome de Isabel Maria de Alcântara Brasileira o título de Duquesa de Goiás. Sendo então ela era tratada como Sua Alteza, a Duquesa de Goiás.